# ヒカリボヤ科

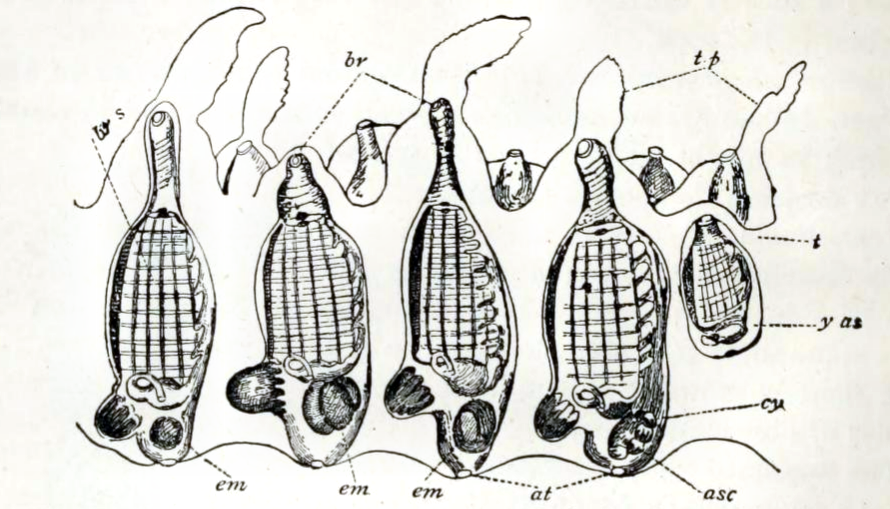
個虫の構造（ヒカリボヤ属）

ヒカリボヤ科 (光海鞘科、Pyrosomatidae )は、脊索動物に含まれる動物の1群。中空円筒の構造に多数の個虫を含む群体を形成する。

## 特徴
多数の小さな個体が集まった群体を形成する動物。群体は中空円筒の外皮（被嚢）に埋まる。外皮の中の空洞は片側で外に開き、こちらが進行方向の反対側となる。個虫は水を吸い込む入水口と吐き出す出水口を持ち、入水口は外皮の外側に、出水口は内側の共同排出腔に開く。群体の大きさは、多くのものでは長さ数cm程度であるが、ナガヒカリボヤ Pyrostremma spinosum は20mを越える。

## 生態など
プランクトンであり、海中を漂って暮らす。その際、群体の外に面した入水口から吸い込んだ水を内側の共同排出腔に出し、これが後端の開口部から排出することで、群体はゆっくりと移動する。
極地以外の全ての海洋の外洋域に分布し、海洋表層から1000m以深まで知られる。ヒカリボヤ Pyrosoma atlanticumでは昼夜で数百mもの垂直移動をすることが知られている。
群体は胚発生から生じた壺状卵生個虫 (cyathozoid) から芽性個虫 (ascidiozooid) を生じることで成長し、その後に有性生殖が行われる。雌雄同体で、卵は輸卵管の出口で受精、右囲鰓腔に入って発生を進める。それによって形成された無性個体が、ヒカリボヤ亜科のものでは4個の有性個体を分節的に生じることにより、Tetrazoid幼生となる。この幼生は球形で、内部にはその4個の個虫と退化した無性個虫が残り、一端には共同排出腔が開く。最初の有性個虫は生殖腺を持ってはいるがこれは発達せず、その体の後腹部の芽茎から後方へ分節的に新たな個虫を形成し、それらが有性生殖を行う。なお、最初の無性個体から形成される有性個虫の数は、ナガヒカリボヤ亜科では30-80に達する。
摂食は鰓嚢を粘液のシートで内張し、これを使って濾過摂食を行う。名前の通り、発光することが知られるが、これは共生細菌によるものとされる。

## 分類
この科のみでヒカリボヤ目 Pyrosomatida を構成する。更にこれはタリア綱に含まれ、その中で火体亜綱 Pyrosomata を立て、この目のみを含んでそれ以外のものすべてと分ける。世界に3属8種が知られ、それを2亜科に分ける。ヒカリボヤ亜科は群体の共同排出腔に隔膜があり、ナガヒカリボヤ亜科ではそれを欠く。
- Pyrosomatidae　ヒカリボヤ科
  - Pyrostremmatinae　ナガヒカリボヤ亜科
    - Pyrostremma　ナガヒカリボヤ属

  - Pyrosomatinae　ヒカリボヤ亜科
    - Pyrosoma　ヒカリボヤ属
    - Pyrosomella　ワガタヒカリボヤ属